# Bonifatius Ferrer
Bonifatius Ferrer (* 1355 in Valencia; † 29. April 1417 in Kloster Val de Cristo (Provinz Castellón)) war ein Jurist, katholischer Theologe und Kartäuser-Mönch. Er war der Bruder von Vinzenz Ferrer.

## Leben und Werk
Bonifatius Ferrer studierte Rechtswissenschaft in Perugia und Lérida. Er trat 1396, erschüttert durch auf Intrigen beruhende Haft und den Tod eines Teiles seiner Familie, in die Valentianer Kartause Porta Coeli ein und studierte dort Theologie.
Er stieg schnell in der Ordenshierarchie auf. 1400 wurde er Prior in Valencia. 1402 wurde er auch Prior der Grande Chartreuse und Ordensgeneral. Bonifatius Ferrer erkannte bis 1416 den Gegenpapst Benedikt XIII. an. Dieser sandte ihn als Legaten an den französischen Hof. Bonifatius Ferrer wurde zu den Konzilien von Perpignan (1408) und Pisa (1409) eingeladen. Nach vergeblichen Bemühungen um die Einheit des Ordens und um die Einheit der Kirche wandte Bonifatius wie sein Bruder sich von Benedikt XIII. ab.
Von seinen Schriften sind der Tractatus pro defensione Benedicti XIII und insbesondere die katalanisch-valencianische Bibelübersetzung bedeutend. Diese volkssprachliche Bibelübersetzung wurde 1478 von Lambert Palmart und Alfonso Fernández de Córdoba in Valencia gedruckt. Ein Großteil der Druckexemplare wurde durch die Inquisition vernichtet.